# Harpadon
Harpadon là một chi cá trong họ Synodontidae.

## Các loài
Có 5 loài được ghi nhận:
- Harpadon erythraeus Klausewitz, 1983
- Harpadon microchir Günther, 1878
- Harpadon nehereus (F. Hamilton, 1822): Cá khoai[2]
- Harpadon squamosus (Alcock, 1891)
- Harpadon translucens Saville-Kent, 1889